# Ina May Gaskin
Ina May Gaskin (1940. március 8.) a "spirituális bábaság anyja".

## Családja
Gaskin Iowaban, protestáns családba született. Apja, Talford Middleton, egy nagy iowai farmon nőtt fel, amelyet a család elvesztett nem sokkal apjának 1926-ban bekövetkezett halála után. Anyja, Ruth Stinson Middleton, háztartástan tanár volt, aki több kisvárosban tanított az iowai Marshalltown 40 mérföldes körzetében.

## Munkája
1971-ben Gaskin férjével Stephennel együtt megalapította a Farm nevű közösséget a tennessee-i Summertownban.
A Farm bábái hozták létre a Farm Bábaközpontot (The Farm Midwifery Center), ami az Egyesült Államok egyik első kórházon kívüli szülészeti központja volt. A Farmon gyakori szokás a szülőnő családtagjainak és barátainak meghívása, hogy legyenek jelen, és aktívan vegyenek részt a szülésben. 
Gaskin 1977-ben kiadta a Sprituális bábaság című könyvét. 
Az 1970-es évek elejétől támogatta a direkt bábaképzést, hogy ne csak átképzett ápolónők lehessenek szülésznők. 
1977 és 2000 között ő adta ki a Birth Gazette negyedévenkénti folyóiratot. 
2003-ban kiadta az Útmutató szüléshez (Ina May’s Guide to Childbirth) című könyvét, ami német, olasz, magyar, szlovén, spanyol és japán nyelven is megjelent.
Gaskin alapította A Biztonságos Anyaságért Foltvarró projektet, (Safe Motherhood Quilt Project), ennek az amerikai programnak az a célja, hogy felhívja a közvélemény figyelmét a születés körüli anyai halálozási rátára, illetve megemlékezzen azokról az elmúlt 20 évben elhunyt anyákról, akik halálának oka a várandóssággal vagy a szüléssel kapcsolatos.

## A Gaskin-manőver
A Gaskin-manőver egy a vállelakadáskor használt szülészeti fogás, az első olyan szülészeti eljárás, amelyet bábáról neveztek el. Gaskin 1976-ban használta először az Egyesült Államokban. Egy belizi nőtől tanulta a fogást, aki Guatemalában sajátította el. Az anya a kezeit és térdeit használja ennél a fogásnál a vállelakadás megoldásában. A lehetőleg ívelt háttal négykézlábra állt szülőnő medencéjének helyzete megváltozik, belső átmérője megnő, mert az előrehajolás távolítja egymástól a szemérem- és farokcsontot. A csípő mintegy kinyílik, átengedve az addig elakadt vállat, hogy továbbmozduljon.
A hátulsó hónalj alá két ujjal benyúlva a baba természetes forgásával megegyező irányú enyhén csavart mozdulattal lehet rásegíteni anélkül, hogy a baba idegei megsérülnének.

## Díjak, elismerések
- Gaskin 1996-2002-ig volt az Észak-Amerikai Bábák Szövetségének (MANA) az elnöke
- 1997-ben megkapta a ASPO/Lamaze Irwin Chabon díjat, és a Tennessee Perinatal Association Recognition díjat
- 1999-ben szerepelt a Salon magazin "Kiemelkedő életpályák" sorozatában
- 2003-ban a Yale Egyetem Morse College-ének munkatársaként dolgozott
- 2009-ben a londoni Thames Valley Egyetem (2011 óta: Nyugat-Londoni Egyetem) díszdoktorrá avatta
- 2011 szeptember 29-én megkapta az alternatív Nobel-díjként ismert Helyes Életmód díjat[6]

## Magyarul megjelent könyvei
- Útmutató szüléshez; ford. Huffman Szilvia, Mailáth Nóra, Palatin Eduárd; Jaffa, Bp., 2006, ISBN 9789639971141
- Útmutató szoptatáshoz; ford. Homok Szilvia; Jaffa, Bp., 2010, ISBN 9789639971042
- Spirituális bábaság; ford. Huffman Szilvia; Alternatal Alapítvány, Bp., 2011 ISBN 9789638542748
- Minden szülés számít. Egy bába hitvallása; ford. Béres Edina; Jaffa, Bp., 2022, ISBN 9789634755739

## Filmes megjelenései
- 2012 Szabadságot a szülésnek és születésnek! (Freedom for Birth), dokumentumfilm, Toni Harman és Alex Wakeford rendezésében
- 2012 Demokrácia most! (Democracy Now!), tévésorozat
- 2012 Találkozás a szakértőkkel: a születés arcán túl (Meet the Experts, Beyond the Face of Birth) dokumentumfilm
- 2012 A születés arca (The Face of Birth), dokumentumfilm
- 2012 Születéstörténet: Ina May Gaskin és a Farm bábái (Birth Story: Ina May Gaskin and The Farm Midwives), dokumentumfilm
- 2008 Várandósnak lenni Amerikában (Pregnant in America), dokumentumfilm
- 2008 A születés-biznisz[7] (The Business of Being Born), dokumentumfilm, Abby Epstein rendezésében
- 2008 Orgazmikus szülés, a legjobban őrzött titok (Orgasmic Birth: The Best-Kept Secret), dokumentumfilm, Debra Pascali-Bonaro rendezésében
- 2006 Nőkkel: dokumentumfilm nőkről, bábákról és a születésről (With Woman: A Documentary About Women, Midwives and Birth), dokumentumfilm

## Fordítás
- Ez a szócikk részben vagy egészben  az   Ina May Gaskin című angol Wikipédia-szócikk fordításán alapul.  Az eredeti cikk szerkesztőit annak laptörténete sorolja fel. Ez a jelzés csupán a megfogalmazás eredetét és a szerzői jogokat jelzi, nem szolgál a cikkben szereplő információk forrásmegjelöléseként.